# Fanny Lagerström
Fanny Lagerström, född 1 november 1983 i Linköping, är en svensk inte längre aktiv handbollsspelare.
Fanny Lagerström började spela handboll för RP IF när hon var 8 år där hon blev juniorlandslagsstjärna. Hon flyttade inför säsongen 2002 till Eslövs IK som då var svenska mästare. Hon fick sitt genombrott spelåret 2002-2003 och var Eslövs viktigaste spelare offensivt när man försvarade SM-guldet. Hon fick samma år utmärkelsen Årets Komet. 
Hon fortsatte i Eslövs IK till 2004 men lämnade klubben för professionell karriär i Danmark, i Ikast Bording,  en klubb som idag heter FC Midtjylland. Hon drabbades 2005 av en meniskskada och tappade då sin plats i klubbens startuppsättning. Hon valde därför att bryta kontraktet med Ikast och återvända till Eslöv. Hon fortsatte att spela för Svenska handbollslandslaget. 2006 spelade hon i EM 2006 i Sverige, men drabbades av skador och febersjukdom. Det blev hennes sista landskamper. 2006 skrev hon ett tvåårskontrakt med Fredrikshavn FOX Team Nord. Men även nu drabbades hon av skador och återvände 2008 till Sverige. Hon spelade sina sista år i elithandbollen för Lugi HF 2008-2011.